# Ralf de Souza Teles
Ralf Teles de Souza (São Paulo, 9 de junio de 1984) es un futbolista brasileño. Su posición es la de mediocampista y su club es el Vila Nova F. C. del Campeonato Brasileño de Serie B.

## Trayectoria
Ralf llevó al Grêmio Barueri Futebol a participar por primera vez en el Campeonato Paulista y la Serie A. Su juego con Barueri llevó al Corithians a hacerse con sus servicios en la pretemporada de 2010. El 13 de julio de 2012 renovó su contrato con el Corinthians por tres años, a pesar de las ofertas de varios clubes europeos. En 2012 se proclamó campeón con su equipo de la Copa Mundial de Clubes de la FIFA.

## Clubes
| Club                 | País   | Año       |
| -------------------- | ------ | --------- |
| Imperatriz           | Brasil | 2004-2006 |
| E. C. XV de Jaú      | Brasil | 2007      |
| S. E. Gama           | Brasil | 2007      |
| E. C. Noroeste       | Brasil | 2008      |
| Grêmio Barueri       | Brasil | 2008-2009 |
| S. C. Corinthians    | Brasil | 2010-2015 |
| Beijing Sinobo Guoan | China  | 2016-2017 |
| S. C. Corinthians    | Brasil | 2018-2020 |
| Avaí F. C.           | Brasil | 2020-2021 |
| Cianorte F. C.       | Brasil | 2022      |
| Vila Nova F. C.      | Brasil | 2022-     |